# Batuque do Conde
Grupo Recreativo Escola de Samba Batuque do Conde é uma escola de samba de Portugal, sediada na freguesia de Quinta do Conde, em Sesimbra. Em sua cidade de origem, o carnaval não possui caráter competitivo. No entanto, a agremiação esteve em disputa do Troféu Nacional de Samba-enredo em 2013, obtendo a décima colocação.

## Segmentos

### Presidentes
| Nome         | Mandato        | Ref.  |
| ------------ | -------------- | ----- |
| Paulo Canato | ? - atualidade | [ 2 ] |

## Carnavais
| Batuque do Conde | Batuque do Conde                             | Batuque do Conde                           | Batuque do Conde | Batuque do Conde | Batuque do Conde |
| Ano              | Colocação                                    | Enredo                                     | Carnavalesco     | Ref              |                  |
| ---------------- | -------------------------------------------- | ------------------------------------------ | ---------------- | ---------------- | ---------------- |
| 2013             | 10º lugar ( Troféu Nacional de Samba-enredo) |                                            |                  | [ 3 ]            |                  |
| 2019             | sem competição                               | Na cor do sonho da Disney, o Batuque samba |                  | [ 1 ]            |                  |